# Dioscorea serpenticola
Dioscorea serpenticola är en enhjärtbladig växtart som beskrevs av Hoque och P.K.Mukh. Dioscorea serpenticola ingår i släktet Dioscorea och familjen Dioscoreaceae. Inga underarter finns listade i Catalogue of Life.